# سیران شاهسوواریان
سیران نیکلایی شاهسوواریان (ارمنی: Սեյրան Նիկոլայի Շահսուվարյան؛ زادهٔ ۱۳ اوت ۱۹۵۳) فرد نظامی و سیاستمدار اهل ارمنستان است. دبیر مطبوعاتی وزارت دفاع ارمنستان بود.

## زندگی‌نامه
وی در ۱۳ اوت ۱۹۵۳ در ایروان به دنیا آمد. وی در سال ۱۹۷۴ از دانشگاه دولتی تربیتی خاچاطور آبوویان ارمنستان فارغ‌التحصیل شد و در همان سال مدیر خانه‌فرهنگ نائیری شد. در سال ۱۹۷۵ به ارتش شوروی پیوست و تا سال ۱۹۷۶ به مدت یکسال در آنجا خدمت نمود.

### دبیر مطبوعاتی وزارت دفاع ارمنستان
در سال ۲۰۰۱ وی به دبیر مطبوعاتی وزارت دفاع ارمنستان منصوب شد.

## زندگی شخصی
وی متأهل است و سه فرزند دارد. وی هم‌اکنون عضو اتحادیه سینماگران و روزنامه‌نگاران ارمنستان می‌باشد.

### جوایز
- مدال یابود ۱۰۰ مارشال باقرامیان
- مدال گارگین نژده (First and Second Degree)
- مدال فریتیوف نانسن.

## یادداشت
1. ↑  ՀՀ պաշտպանության նախարարի մամուլի քարտուղար